# 라세 린드
라세 린드(스웨덴어: Lasse Lindh, 1974년 3월 27일 ~)는 대한민국에서 활동하는 스웨덴 출신의 싱어송라이터이며, 본명은 라르스 올라 린드(스웨덴어: Lars Ola Lindh)이다. 그의 곡 《C'mon through》가 대한민국의 방송국인 문화방송의 드라마 《소울메이트》의 삽입곡으로 쓰이면서 인기를 얻기 시작했다.
대한민국에 대한 동경으로 인해 2009년에 서울특별시에 있는 신촌의 13평 오피스텔에서 자취하기도 했다.현재는 스웨덴으로 돌아가 생활중이다.

## 앨범 및 싱글
- 1995 Chevy "I Think I´m Nervous" (EP)
- 1998 Lasse Lindh "Bra" (album)
- 2001 Lasse Lindh "You Wake Up At Sea Tac" (album)
- 2001 Tribeca "Kate-97" (album)
- 2004 Tribeca "Dragon Down" (album)
- 2005 Lasse Lindh "Svenska Hjärtan" (single)
- 2005 Lasse Lindh "Sommarens sista smak" (single)
- 2005 Lasse Lindh "Lasse Lindh" (album)
- 2006 Lasse Lindh "Attica" (EP)
- 2007 Lasse Lindh "When you Grow Old...Your Haert Dies" (album)
- 2008 Lasse Lindh "Pool" (album)
- 2011 Lasse Lindh "할로, 서울(Hallå, Seoul)" (single)
- 2011 Lasse Lindh "The Tiger With No Stripes" (album)
- 2012 Lasse Lindh & 연진 "Lasse Lindh & Yeongene" (single)
- 2016 Lasse Lindh "Hush" (tvn 드라마 "도깨비" OST)